# レイモンド・ウェルズ
レイモンド・ウェルズ（Raymond Wells, 1880年10月14日 - 1941年8月9日）は、アメリカ合衆国の映画監督、脚本家、俳優である。本名フランク・ウェルズ・マーティン（Frank Wells Martin）、レイモンド・B・ウェルズ（Raymond B. Wells）とも名乗った。

## 人物・来歴
1880年（明治13年）10月14日、イリノイ州アンナに生まれる。
満35歳を迎える1915年（大正4年）、ミューチュアル・フィルム配給の短篇映画 Rose Leaves に主演したのが、映画界でのもっとも古い記録である。1916年（大正5年）、ユニヴァーサル・フィルム・マニュファクチュアリング・カンパニー（現在のユニバーサル・ピクチャーズ）に移籍、ルース・ストンハウスを主演に The Law and the Lady を監督して、映画監督に転向する。ユニヴァーサル傘下のブルーバード映画では、1917年（大正6年）、ルース・ストンハウスを主演に『美人の犯罪』を監督、また同年、ジョセフ・ド・グラス監督、フランクリン・ファーナム主演の『恐ろしき里』に俳優として出演、いずれも日本でも公開された。同年中にトライアングル・フィルム・コーポレーションに移籍、短篇映画を量産する監督となる。満39歳を迎える1919年（大正8年）にはまたユニヴァーサルに戻り、ハーバート・ヘイズ主演の短篇映画 The Ranger of Pikes Peak を監督して、映画界を離れる。同作をもって映画監督は休業する。
1926年（大正15年）、満46歳のとき、俳優として映画界に復帰する。満48歳となる1928年（昭和3年）、9年ぶりに映画監督として復帰、ガードナー・ジェームズを主演に Souls Aflame を撮る。1929年（昭和4年）、自らの製作会社レイモンド・ウェルズ・プロダクションズを設立、自らが主演・監督するサイレント映画 The Lure of the South Seas を世に送るが、同作をもって監督業は廃業となった。4年の沈黙ののち、1933年（昭和8年）、ジェイ・ウィルシーの監督・主演作 Trails of Adventure に出演、同作はウェルズにとって初のトーキーであったが、同作をもって事実上引退した。
1941年（昭和16年）8月9日、カリフォルニア州ロサンゼルス市で死去した。満60歳没。

## フィルモグラフィ
特筆を除きすべて監督作である。

### 1910年代
- Rose Leaves : 監督不明、1915年 - 「レイモンド・B・ウェルズ」名義・主演・役 Harrison
- Gridley's Wife : 監督ガイルズ・ウォーレン、1915年 - 出演
- The Deadly Focus : 監督不明、1915年 - 「レイモンド・B・ウェルズ」名義出演・役 Sid BUrns - Blacksmith
- The Showdown : 監督不明、1915年 - 「レイモンド・B・ウェルズ」名義出演
- The Americano[3] : 監督不明、1915年 - 「レイモンド・B・ウェルズ」名義出演・役 Tonio
- The Ceremonial Turquoise : 監督不明、1915年 - 「レイモンド・B・ウェルズ」名義出演
- The Feud : 監督F・I・バトラー、1915年 - 「レイモンド・B・ウェルズ」名義出演
- Old Heidelberg : 監督ジョン・エマーソン、1915年 - 出演・役 Karl Bilz
- 『黒船組』 The Sable Lorcha : 監督ロイド・イングレアム、1915年 - 出演・役 Central office man
- 『飛行水雷』 The Flying Torpedo : 監督ジョン・B・オブライエン / クリスティ・キャバンヌ、1916年 - 出演・役 Accomplice
- Sunshine Dad : 監督エドワード・ディロン、1916年 - 出演・役 Mystic Doer
- 『マクベス』 Macbeth : 監督ジョン・エマーソン、1916年 - 出演・役 Thane of Cawdor
- 『イントレランス』 Intolerance: Love's Struggle Throughout the Ages : 監督D・W・グリフィス、1916年 - ノンクレジット出演・役 Counselor of the King
- The Law and the Lady : 主演ルース・ストンハウス、1916年 - 監督・脚本 （初監督作）
- 『キャラバン』 The Caravan : 主演リナ・バスケット、1916年 - 「レイモンド・B・ウェルズ」名義・監督・原作・脚本
- Kinkaid, Gambler : 主演ルース・ストンハウス、1916年
- 『愛の戦』 Fighting for Love : 主演ルース・ストンハウス、1917年 - 原作・監督
- 『恋の男装』 Love Aflame : 共同監督ジェームズ・ヴィンセント、主演ルース・ストンハウス、1917年 - 原作・監督
- 『教の力』 The Terror : 主演ジャック・マルホール、1917年 - 監督・脚本
- 『美人の犯罪』 The Saintly Sinner : 主演ルース・ストンハウス、1917年
- 『偽王子』（別題『紐育のドラン』） Mr. Dolan of New York : 主演ジャック・マルホール、1917年 - 原作・監督
- The Pace That Kills : 主演ジェイ・ベラスコ、1917年 - 「レイモンド・B・ウェルズ」名義・監督・脚本
- The Hero of the Hour : 主演ジャック・マルホール、1917年 - 原作・監督
- The Gunman's Gospel : 主演エドウィン・W・パワー、1917年 - 「レイモンド・B・ウェルズ」名義・監督・原作
- 『恐ろしき里』 Anything Once : 監督ジョセフ・ド・グラス、主演フランクリン・ファーナム、1917年 - 出演・役 Horned Toad Smith
- 『少年裁判』 The Fifth Boy : 主演ガイ・ヘイマン、1917年
- 『敗残の人』 Fighting Back : 主演ウィリアム・デスモンド、1917年
- Fanatics : 主演アダ・グリースン、1917年 - 「レイモンド・B・ウェルズ」名義・監督
- The Man Above the Law : 主演ジャック・リチャードソン、1918年
- The Flames of Chance : 主演マージェリー・ウィルソン、1918年
- The Hard Rock Breed : 主演ジャック・リヴィングストン、1918年
- The Law of the Great Northwest : 主演ウィル・ジェフリーズ、1918年
- The Hand at the Window : 主演ジョー・キング、1918年
- Old Love for New : 主演マージェリー・ウィルソン、1918年
- His Enemy, the Law : 主演ジャック・リチャードソン、1918年
- Mlle. Paulette : 主演クレア・アンダーソン、1918年
- In the Land of the Setting Sun : 主演ジーン・ハーショルト、1919年 - 監督・脚本
- Winning a Bride : 主演ハーバート・ヘイズ、1919年 - 「レイモンド・B・ウェルズ」名義・監督
- The Ranger of Pikes Peak : 主演ハーバート・ヘイズ、1919年 - 「レイモンド・B・ウェルズ」名義・監督

### 1920年代
- The Yankee Señor : 監督エメット・J・フリン、主演トム・ミックス、1926年 - 出演・役 Ranch Foreman
- 『恋は曲者変装自在』 Oh What a Nurse! : 監督チャールズ・ライズナー、主演シド・ チャップリン、1926年 - 出演・役 Mate
- 『トニー大暴れ』 Tony Runs Wild : 監督トム・バッキンガム、主演トム・ミックス、1926年 - 出演・役 Sheriff
- 『無名の騎士』 The Unknown Cavalier : 監督アルバート・S・ロージェル、主演ケン・メイナード、1926年 - 出演・役 Bad Man
- Jewels of Desire : 監督ポール・パウエル、主演プリシラ・ディーン、1927年 - 出演・役 Big Pierre
- Death Valley : 監督ポール・パウエル、主演キャロル・ナイ、1927年 - 原作・出演・役 Man
- The Thrill Seekers : 監督ハリー・レヴィアー、主演ジェイムズ・F・フルトン、1927年 - 出演・役 Jack Newman
- Souls Aflame : 主演ガードナー・ジェームズ、1928年 - 監督・脚本・出演
- Free Lips : 監督ウォーレス・マクドナルド、主演ジューン・マーロウ、1928年 - 原作
- 『ここは西部だ腕力渡世』 Burning Bridges : 監督ジェームズ・P・ホーガン、主演ハリー・ケリー、1928年 - 出演・役 Slabs
- The Lure of the South Seas : 1929年 - 監督・脚本・主演・役 Don Alvarez （最終監督作）

### 1930年代
- Trails of Adventure : 監督・主演ジェイ・ウィルシー、1933年 - 「レイモンド・B・ウェルズ」名義・出演・役 Jim Gordon （初トーキー、最終出演作）

## 関連事項
- ミューチュアル・フィルム （en:Mutual Film）

## 註
1. 1 2 3 4 5 6 7 8 9 10 11 12 13 14 15  Raymond Wells, Internet Movie Database （英語）, 2010年6月14日閲覧。
2. ↑  『ブルーバード映画の記録』 : 製作・著・発行山中十志雄・塚田嘉信、1984年4月、p.60-63.
3. ↑  『快漢ブレーズ』とは原題の同名異作。The Americano - IMDb（英語）, 2010年6月14日閲覧。